# Delfina Francji
Delfina Francji (fr. Dauphine de France) – tytuł szlachecki przysługujący żonie delfina Francji (następcy tronu francuskiego). W poniższych tabelach (w układzie chronologicznym) podane są ich daty życia i śmierci, obok podane jest imię ich ojca i małżonka.

## Dynastia Walezjuszów
| Wizerunek | Imię                  | Daty życia | Daty panowania | Ojciec                         | Mąż                     |
| --------- | --------------------- | ---------- | -------------- | ------------------------------ | ----------------------- |
|           | Joanna de Burbon      | 1338-1378  | 1350-1364      | Piotr de Burbon                | Karol V Mądry           |
|           | Małgorzata Burgundzka | 1393-1442  | 1412-1415      | Jan bez Trwogi                 | Ludwik Walezjusz        |
|           | Jakobina Bawarska     | 1401-1436  | 1415-1417      | Wilhelm II Bawarski            | Jan Walezjusz           |
|           | Małgorzata Szkocka    | 1424-1445  | 1436-1445      | Jakub I, król Szkocji          | Ludwik XI Walezjusz     |
|           | Karolina Sabaudzka    | 1445-1483  | 1451-1461      | Ludwik I Sabaudzki             | Ludwik XI Walezjusz     |
|           | Katarzyna Medycejska  | 1519-1589  | 1536-1547      | Lorenzo II di Piero de’ Medici | Henryk II Walezjusz     |
|           | Maria I Stuart        | 1542-1587  | 1558-1559      | Jakub V                        | Franciszek II Walezjusz |

## Dynastia Burbonów
| Wizerunek | Imię                          | Daty życia | Daty panowania | Ojciec                   | Mąż                     |
| --------- | ----------------------------- | ---------- | -------------- | ------------------------ | ----------------------- |
|           | Maria Anna Bawarska           | 1660–1690  | 1680-1690      | Ferdynand Maria Bawarski | Ludwik Burbon           |
|           | Maria Adelajda Sabaudzka      | 1685-1712  | 1711-1712      | Wiktor Amadeusz II       | Ludwik Burbon           |
|           | Maria Teresa Rafaela Burbon   | 1726-1746  | 1745-1746      | Filip V Burbon           | Ludwik Ferdynand Burbon |
|           | Maria Józefa Saska            | 1731–1767  | 1747-1765      | August III Sas           | Ludwik Ferdynand Burbon |
|           | Maria Antonina Austriaczka    | 1755-1793  | 1770-1774      | Franciszek I Stefan      | Ludwik XVI Burbon       |
|           | Maria Teresa Charlotta Burbon | 1778-1851  | 1824–1830      | Ludwik XVI Burbon        | Ludwik Antoni Burbon    |